# Burgruine Sargberg

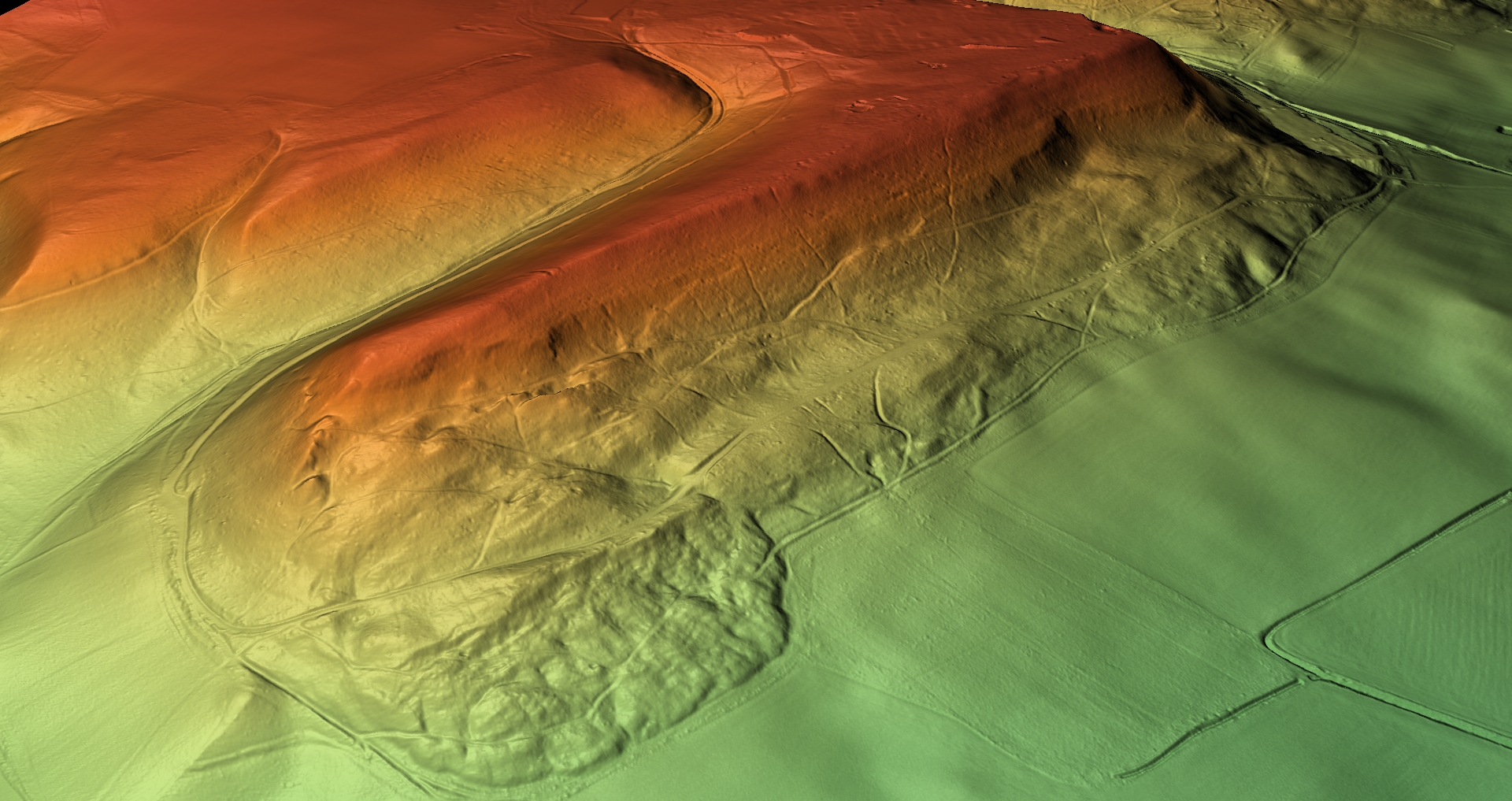
3D-Bild Digitales Geländemodell Sargberg

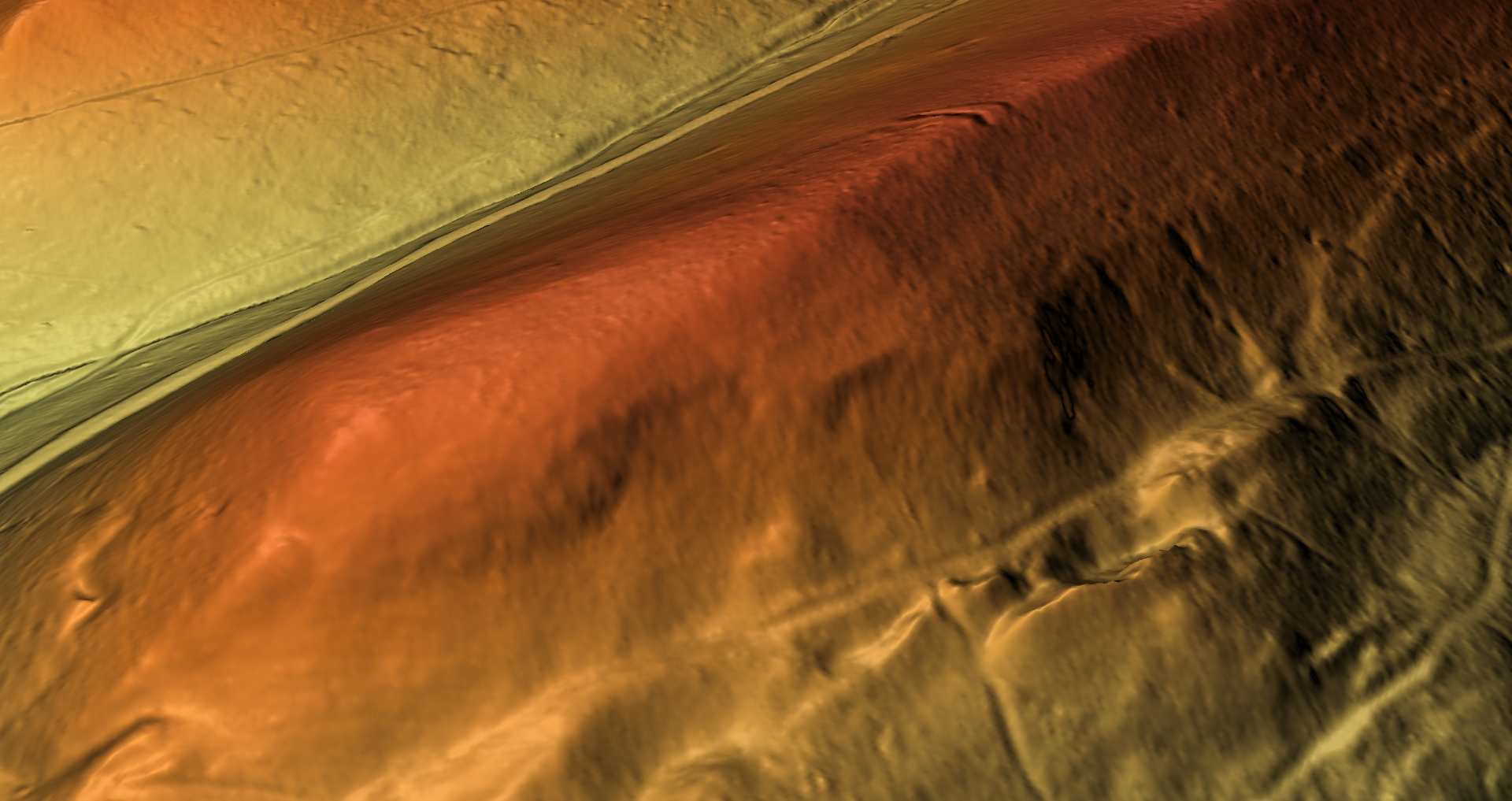
3D-Bild Wallanlage Sargberg

Die Burgruine Sargberg an der Hainleite ist eine abgegangene Höhenburg bei Wernrode, einem Stadtteil von Bleicherode im Landkreis Nordhausen im Norden von Thüringen.

## Lage
Die Burgstelle liegt zwischen den Bergen der Hainleite auf einem nach Osten gerichteten Bergsporn des gleichnamigen mit Mischwald bewaldeten Berges, der ein sargähnliches Aussehens hat, auf 409 Meter über NN, westlich des Dorfes Großfurra, östlich von Wernrode und Straußberg, südlich von Kleinfurra und der Wüstung Hopperode.

## Beschreibung
Die Wallanlage ist 200 m lang und 20 bis 50 m breit. Aus Richtung Westen der Feuerkuppe ist diese durch einen doppelten Wall und Graben geschützt. Der Zugang zur Burg bildet eine noch sichtbare Erdbrücke. Nach Osten am Steilhang besitzt die Anlage zusätzlich zwei Gräben zum Schutz der Burg. Die fast ebene Burgfläche sowie der Kamm des Sargberges bestehen aus Schichten des unteren Muschelkalkes.

## Geschichte
Bodendenkmalpfleger entdeckten die Wallanlage 1986, und das  Museum in Weimar für Ur- und Frühgeschichte
des Archäologischen Landesmuseums Thüringen stellte diese unter Schutz. Auf Grund der gefundenen Scherben datierte der Prähistoriker Paul Grimm diese Ende der Bronzezeit und in die vorrömische Eisenzeit, der sogenannten Hallstattzeit um 800 – 400 v. Chr.